# Dendrothele tanzaniana
Dendrothele tanzaniana är en svampart som beskrevs av Nakasone 2006. Dendrothele tanzaniana ingår i släktet Dendrothele och familjen Corticiaceae.   Inga underarter finns listade i Catalogue of Life.